# PSTricks
PSTricks est une extension de LaTeX qui permet d'utiliser la majeure partie des possibilités de PostScript.
En s'appuyant sur PostScript, l'extension PSTricks rend possible la réalisation de graphismes très élaborés.

## Exemple élémentaire

Exemple de dessin (agrandi) créé avec PSTricks

Il existe de nombreuses commandes permettant de créer des graphiques. Dans PSTricks, les coordonnées sont toujours placées entre parenthèses comme le montre l'exemple suivant :
```
 
\begin
{
pspicture
}
(0,0)(6,6)
%\psgrid[gridcolor=lightgray,gridlabels=0pt]

 
\psline
[linecolor=red]
(1,1)(5,1)(1,4)(1,1)
 
\pscurve
[linecolor=green,linewidth=2pt,showpoints=true]
(5,5)(3,2)(4,4)(2,3)
 
\pscircle
[linecolor=blue,linestyle=dashed]
(3,2.5)
{
1
}

 
\end
{
pspicture
}

```

## Extensions
Les commandes de PSTricks sont très rudimentaires, ainsi beaucoup de fichiers d'extension LaTeX ont été réalisés afin de faciliter la création de toutes sortes de graphiques couramment utilisés dans la composition de textes mathématiques.
L'extension doit être chargé au début du fichier.
Par exemple :
```
 
\usepackage
{
pstricks
}

 
\usepackage
{
pstcol,pst-fill,pst-grad
}

 
% pstricks, pstcol,pst-3d,pst-char,pst-coil,pst-eps,pst-fill,

 
% pst-grad,pst-node,pst-plot,pst-text,pst-tree

```

pst-plot procure des commandes permettant de tracer des représentations graphiques de fonctions. Examinons l'exemple suivant :
```
 
\begin
{
pspicture*
}
(-7.5,-3)(7.5,3)
 
\psaxes
[labels=none]
(0,0)(-7,-2)(7,2)
 
\psplot
[linecolor=blue, linewidth=1.5pt]
{
-7
}{
7
}{
x 0.01745329252 div sin
}

 
\uput
[45]
(3.1415926,0)
{
$
\pi
$
}

 
\uput
[90]
(-1.570796,0)
{
$
-
\pi
/
2
$
}

 
\uput
[-90]
(1.570796,0)
{
$
\pi
/
2
$
}

 
\uput
[-135]
(-3.1415926,0)
{
$
-
\pi
$
}

 
\psline
[linewidth=1pt,linecolor=red,linestyle=dotted]
(1.57079632,1)(1.57079632,0) 
 
\psline
[linewidth=1pt,linecolor=red,linestyle=dotted]
(-1.57079632,-1)(-1.57079632,0) 
 
\end
{
pspicture*
}

```

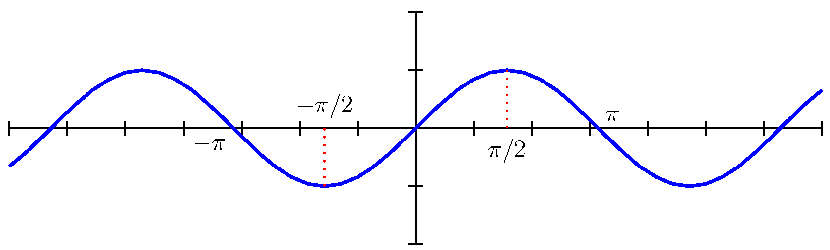
Représentation graphique de sin avec pst-plot

L'exemple précédent montre aussi que les commandes TeX peuvent être placées dans le bloc d'instructions d'une image.
Puisque PostScript utilise la notation polonaise inverse pour les opérations mathématiques, les paramètres de pst-plot doivent être fournis en utilisant cette convention.
pstricks-add étend pst-plot en donnant la possibilité de réaliser des graphiques en polaire et permet l'utilisation de la notation algébrique normale au lieu de la notation polonaise inverse.
pst-math met à disposition des fonctions trigonométriques en radians (PostScript utilisant par défaut les degrés) et des fonctions hyperboliques.
pst-3dplot s'utilise pour créer des graphiques en 3D comme dans l'exemple suivant :

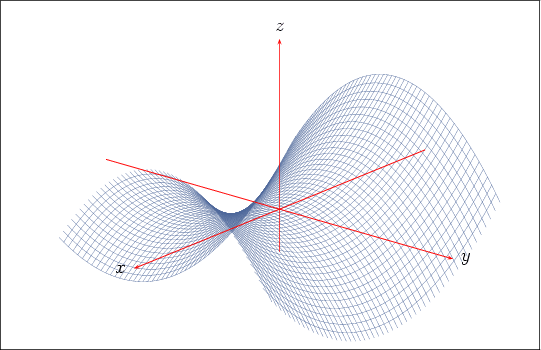
Paraboloïde hyperbolique dessiné avec la bibliothèque pst-plot3d de PSTricks

multido est une commande de base qui permet d'effectuer des boucles, c'est-à-dire de répéter l'exécution de commandes graphiques dans la programmation des graphiques :

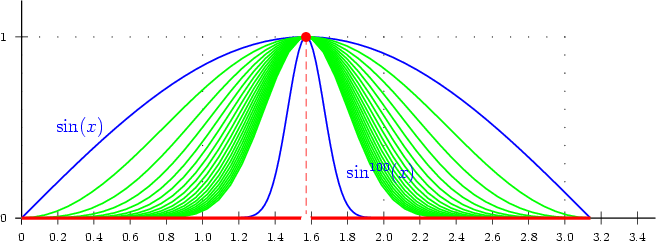
Tracé d'un graphique en faisant varier un paramètre avec multido

pst-eucl est une extension en version bêta qui facilite la création de dessins géométriques.

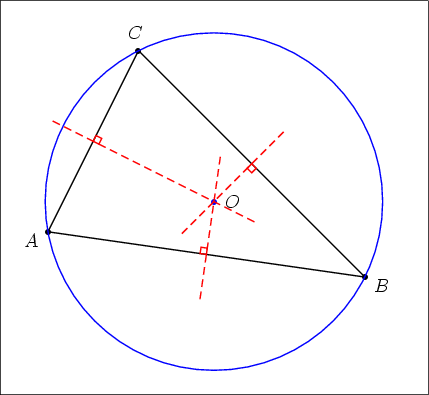
Cercle circonscrit à un triangle, obtenu avec pst-eucl

Il existe beaucoup d'autres extensions, pour dessiner des circuits électroniques, des graphes, des arbres, pour visualiser des données, etc.
Les paquetages LaTeX pdftricks et pst-pdf permettent d'utiliser PSTricks avec pdfTeX.

## Voir également